# Индекс обитаемости планеты
Индекс обитаемости планеты (англ. Planetary Habitability Index, PHI) — индекс вероятности существования жизни на каком-либо небесном теле, разработанный международной группой учёных, которую составили астрономы, планетологи, биологи и химики.
Индекс PHI помогает оценить вероятность существования жизни на экзопланете, исходя из её условий, как в известных формах, так и в неизвестных.
PHI определяется на основе дополнительных и в то же время важных факторах: тип поверхности планеты (скалистая или ледяная), наличие атмосферы и магнитного поля, количество энергии доступной для потенциальных организмов (свет солнца или приливное трение, разогревающее недра), наличие органических соединений и какого-либо жидкого растворителя и так далее.
Индекс учитывает широкий диапазон возможных параметров обитаемости, так как в теории возможно существование жизни на основе другой биохимии в более жарких, или наоборот, в более холодных условиях по сравнению с земными и даже без кислорода или воды.
PHI со временем будет пополняться и корректироваться.

## Рейтинги PHI для некоторых объектов
Авторы индекса PHI сделали расчёт для некоторых небесных тел из Солнечной системы и экзопланет. Для Земли индекс PHI равен максимальному значению — 1, так как он основан на земных условиях существования жизни.
| Объект      | Индекс PHI |
| ----------- | ---------- |
| Титан       | 0,64       |
| Марс        | 0,59       |
| Глизе 581 g | 0,54       |
| Европа      | 0,49       |
| Глизе 581 d | 0,43       |
| Глизе 581 c | 0,41       |
| Юпитер      | 0,37       |
| Сатурн      | 0,37       |
| Венера      | 0,37       |
| Энцелад     | 0,35       |

На Титане присутствует большое разнообразие органических веществ, и несмотря на низкую температуру спутника, есть предположения, что там могут идти химические реакции, которые поддерживают жизнедеятельность микробов.